# Semqen
Semqen, ou Šamuqēnu, est un pharaon ou souverain hyksôs de la Basse-Égypte pendant la deuxième période intermédiaire, au milieu du XVIIe siècle av. J.-C.
L'existence de ce monarque est formellement attestée par un sceau antique sur un scarabée égyptien, retrouvé à Tell el-Yahoudieh dans la région de l'antique Héliopolis, dans le delta du Nil.
Mais l'époque précise du règne de ce roi et son appartenance dynastique sont débattus entre les spécialistes. Il serait de la XVe ou de la XVIe dynastie.

## Règne
Selon Jürgen von Beckerath, Semqen est le troisième roi de la XVIe dynastie, et un vassal des rois Hyksôs de la XVe dynastie,. Cette opinion est partagée par William C. Hayes et Wolfgang Helck.
En revanche cette hypothèse est plus récemment rejetée par Kim Ryholt. Dans son étude de 1997 sur la deuxième période intermédiaire, Ryholt soutient que les rois de la XVIe dynastie gouvernaient un royaume thébain indépendant, entre environ 1650 et 1580 av. J.-C..
Par conséquent, Ryholt voit Semqen comme l'un des premiers roi Hyksôs de la XVe dynastie, peut-être son premier souverain. Cette analyse a convaincu certains égyptologues, tels que Darrell Baker et Janine Bourriau,, mais pas d'autres dont Stephen Quirke.

## Artefacts
Le seul témoignage contemporain du souverain Semqen est un sceau sur le dessous d'un scarabée égyptien,. Ce sceau est en stéatite brune et provient de Tell el-Yahoudieh, localité rattachée au nome d'Héliopolis, dans le delta du Nil.
De façon bien significative, le sceau donne à Semqen le titre de « Heka-chasut », c'est-à-dire « souverain des terres étrangères ». Or ce titre est exclusivement associé aux premiers dirigeants hyksôs,. De plus, le type de fabrication de ce sceau indique qu'il a probablement été produit au cours de la XIVe ou de la XVe dynastie, cette dernière étant beaucoup plus probable.
L'emplacement d'origine du sceau, la titulature royale avec laquelle il est inscrit et le type de scarabée-sceau conduisent Kim Ryholt à proposer que Semqen appartenait au début de la XVe dynastie, bien qu'il souligne également la nature conjecturale de cette proposition. Ryholt ajoute par ailleurs que le titre « Heka-chasut », même s'il est solidement rattaché la XVe dynastie, n'a peut-être pas été porté uniquement par les monarques de cette dynastie.
Ce scarabée-sceau appartenait à l'origine à la collection de George W. Fraser. Dans les années 1980, il fait partie d'une collection privée.